# Armanda Álvaro Alberto
Armanda Álvaro Alberto (Rio de Janeiro, 10 de junho de 1892 - 5 de fevereiro de 1974) foi uma educadora e militante social brasileira.
Em fevereiro 1921 fundou a Escola Proletária de Meriti, em Duque de Caxias, atendendo a uma comunidade rural carente. A escola, mais tarde renomeada Escola Regional de Meriti, ficou conhecida como Mate com Angu, por ter sido uma das primeiras da América Latina a servir merenda escolar. A inovação demonstra a preocupação de Armanda com o bem-estar e a saúde das crianças.
A merenda não era a única novidade. Influenciada pelo Método Montessori e antecipando a chegada das teorias da Escola Nova no Brasil, a diretora procurou transformar o espaço num laboratório educacional. Os alunos ficavam na escola no horário integral e ajudavam no cultivo de hortas e criação de animais como o bicho-da-seda.
Também foi ela quem criou a primeira biblioteca de Caxias.

## Militância
Na década de 30, já presidente da Associação Brasileira de Educação (ABE) e integrante da Aliança Nacional Libertadora (ALN), Armanda militou na Liga Anticlerical do Rio de Janeiro, ao lado do marido, Edgar Süssekind de Mendonça.
Ao lado de Eugênia Álvaro Moreyra, fundou a União Feminina do Brasil (UFB), da qual foi a primeira presidente.
À frente da UFB, defendeu uma união entre “mulheres educadoras, intelectuais e trabalhadoras”, e criticou outras associações feministas como “inócuas, outras ligadas a correntes partidárias explorando a angustiosa situação da mulher, pregando um estreito feminismo que consiste em cumular o homem em si e nele ver um ‘inimigo’ da mulher”.
Tanto a UFB quanto a ANL eram alvo de perseguição por parte da Delegacia Especial de Segurança Política e Social (DESPS) do Estado Novo. As duas organizações foram postas na ilegalidade pelo Decreto 229, de 1935.
Em outubro de 1936, foi presa como suspeita de ligação com o Partido Comunista do Brasil e de participação na Intentona Comunista de 1935. Permaneceu na prisão até junho de 1937, tendo como companheiras de cárcere Olga Benário Prestes e Maria Werneck de Castro, entre outras.

## De volta à Escola
Depois de sair da prisão, Armanda procurou retomar as atividades na direção da Escola Regional. Em 1938, porém, as autoridades impediram a assembleia anual da Fundação Álvaro Alberto, que reunia os mantenedores da escola. A alternativa encontrada foi promover atividades na Biblioteca Euclydes da Cunha, como forma de mobilização da comunidade.
Após a redemocratização do país, foi aos poucos retomando as atividades públicas, colaborando com manifestos e reivindicações.
Em 1949, representou a Associação Brasileira de Educação na organização do III Congresso Infanto-Juvenil de Escritores. Na ocasião, dirigiu suas principais críticas às histórias em quadrinhos, que considerava “subliteratura” e nociva à formação das crianças. Ao mesmo tempo, defendia a valorização de autores brasileiros, como Monteiro Lobato. Sete anos depois, porém, ela mesma assinaria um parecer da Comissão de Meios Auxiliares ao Ensino recomendando a Enciclopédia dos Quadrinhos (1956).
Em 1964, diante das dificuldades para manter a Escola Regional, tentou transferi-la para o governo estadual. No entanto, não houve consenso para a manutenção da instituição nos moldes em que fora concebida, e a negociação foi encerrada.
Após a morte de Armanda, a Escola Regional foi doada para o Instituto Central do Povo. Atualmente é mantida em parceria com a prefeitura e tem o nome de Escola Municipal Dr. Álvaro Alberto.